# Андромедотоксин

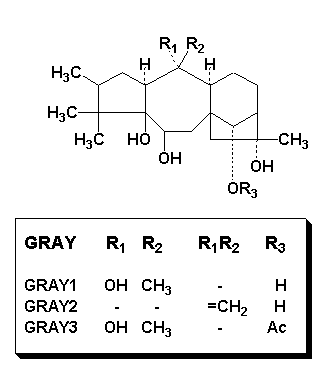
Структурная диаграмма трёх разновидностей молекулы андромедотоксина

Андромедотоксин, или Ацетиландромедол, или Родотоксин, — органическое соединение, фитотоксин, присутствующий в вегетативных и генеративных частях многих растений семейства Вересковые (Ericaceae). Химическая формула: C22H36O7.
Андромедотоксин — полигидроксилированный циклический дитерпен. Относится к нейротоксинам. Его токсичность обусловлена тем, что он нарушает работу клеточных рецепторов. Воздействие  является двухфазным: сначала он возбуждает центральную нервную систему, а затем её угнетает, что может привести к летальному исходу.

## Название
Название «андромедотоксин» образовано от научного (латинского) названия рода Andromeda (Подбел); сейчас это монотипный род, ранее же в него включалось множество видов, согласно современным представлениям относимые к другим родам семейства Вересковые, — многие из них содержат этот гликозид.
В английском и многих других языках токсин имеет название grayanotoxin — в честь известного американского ботаника Эйсы Грея (1810—1888).

## Случаи отравления
Наиболее часто случаи отравления наблюдаются у животных (коз, овец, крупного рогатого скота), которые во время выпаса поедают растения, содержащие этот токсин: подбел обыкновенный (Andromeda polifolia), хамедафне обыкновенную (Chamaedaphne calyculata), различные виды рододендрона (Rhododendron), пиериса (Pieris) и др. Поскольку некоторые из этих растений используются как декоративные, отравления животных могут случаться и не только при выпасе. Следует также учитывать, что отравление может наступить и при поедании высушенных частей этих растений.
Поскольку андромедотоксин может присутствовать и в нектаре, выделяемом цветками растений, мёд также может содержать андромедотоксин, что иногда приводит и к отравлению людей.

## Симптомы и лечение
Период времени с того момента, когда этот токсин попал в организм человека или животного, до появления симптомов отравления составляет от нескольких минут до трёх часов.
Начальные симптомы отравления андромедотоксином у людей — повышенное слюноотделение, потливость, рвота, головокружение, слабость, судороги в конечностях и вокруг рта, пониженное давление, синусовая брадикрадия. При тяжёлом отравлении наступает потеря координации, усиливается мышечная слабость, брадикардия сопровождается желудочковой тахикардией, а также синдромом Вольфа-Паркинсона-Уайта.
Животные при отравлении скрежещут зубами и бьют себя по животу задними ногами; позже животные сильно слабеют, голова запрокидывается назад. Для лечения используются адсорбирующие и слабительные средства, позже — слизистые и обволакивающие.

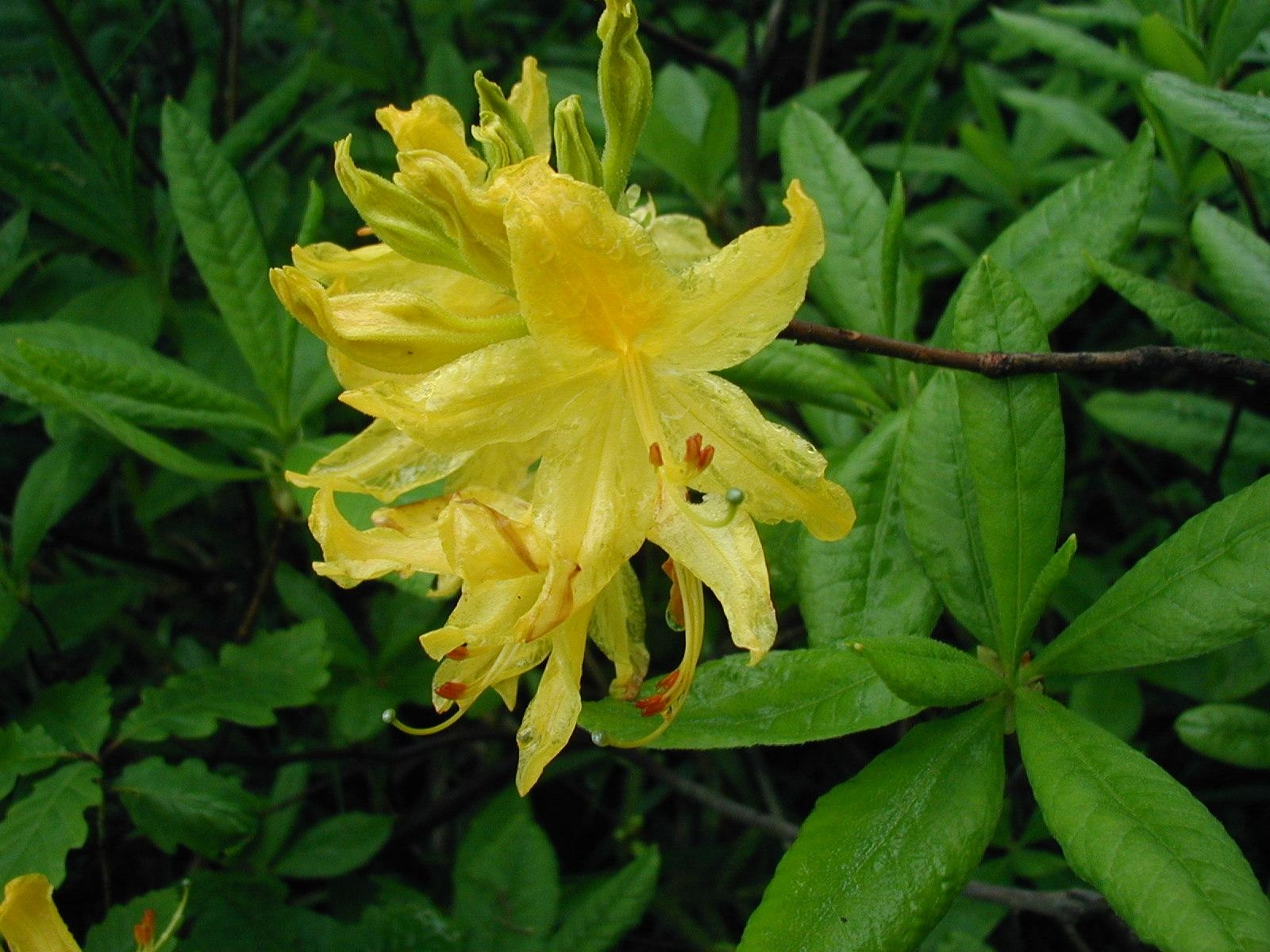
Рододендрон жёлтый (Rhododendron luteum)

Поскольку количество токсина, которое может попасть в организм человека через мёд, существенно ниже того количества токсина, которое может попасть в организм животного из съеденных листьев и веток, смертельным исходом отравление людей заканчивается редко; обычно все симптомы проходят в течение суток. Специальное медицинское вмешательство обычно не требуется. Иногда для смягчения симптомов применяется атропин, симпатомиметики и другие средства.

## Исторические сведения
Плиний Старший и позже Страбон в своих исторических сочинениях рассказывают об использовании жителями, обитавшими в окрестностях Чёрного моря, мёда, содержащего значительные дозы андромедотоксина, против вражеских армий: армии Ксенофонта в 401 г. до н. э. и армии Помпея в 69 г. до н. э. В Причерноморье растут два медоносных растения, от которых можно получить такой мёд: Рододендрон жёлтый (Rhododendron luteum) и Рододендрон понтийский (Rhododendron ponticum).